# Ivan Vidmar
Ivan Vidmar (tudi Gianni Widmer ali Johann Widmer), italijanski vojaški in civilni pilot slovenskega rodu, pionir letalske pošte, * 25. april 1892, Trst, † 30. oktober 1971, Milano.

## Pilotska kariera
Za pilota se je usposabljal od januarja do aprila 1911 v Pordenoneju, nato pa v Milanu, kjer je 30. maja 1911 opravil pilotski izpit in tako postal (za Zablatnikom) drugi diplomirani pilot slovenskega rodu, imel je italijansko pilotsko dovoljenje št. 41, avstrijsko pa št. 35.

## Pilotski dosežki in tekmovanja
Ivan Vidmar je 23. julija 1911 prvi letel nad Trstom, pri tem je preletel morje med Gradežem in Trstom, kar je bil prvi prelet dela Jadrana. 16. junija 1912 je letel nad Ljubljano, tega leta je letal tudi nad Beogradom, preletel je Lovčen, med I. svetovno vojno pa dezertiral iz avstro-ogrske na italijansko stran.
V bližini San Marina se nahaja gorski vrh Monte Carlo (508 m.n.m.). V zgodovino letalstva ga je vpisal Ivan Vidmar, ko je z letalom Bleriot 50 po vzletu s travnika pri Sartona di Rimini dne 16. aprila 1913 prvi na svetu dosegel višino 1600 m in nato v prisotnosti tisočglave množice pristal na tem vrhu. Tam so istega leta v spomin na ta njegov neverjetni podvig postavili spominsko ploščo, ki je drugi spomenik na svetu, postavljen kateremu od letalcev (prvi je bil postavljen prav tako leta 1913 Albertu Santos Dumontu v Parizu).

V letih 1924-34 je bil inštruktor letenja v Portorožu, kasneje pa direktor hidroplanskega oporišča družbe S.I.S.A. v Trstu in načelnik takega oporišča v Portorožu. Nekaj let po vojni je bil še vedno aktiven, upokojitev je dočakal pri Alitalia v Reggio Calabria.
Ivan Vidmar je umrl v Milanu 30. oktobra 1971, njegov grob je na pokopališču Santa Anna v Trstu.